# Ямница (приток Поломети)
Ямница — река в России, протекает в Крестецком, Валдайском и Демянском районах Новгородской области. Вытекает из озера Ямно у деревни Старое Рахино и течёт на юго-запад. Устье реки находится в 47 км по правому берегу реки Полометь. Длина реки составляет 25 км, площадь водосборного бассейна 225 км².
В 5 км от устья слева в Ямницу впадает Дубенка, в 14 км от устья справа впадает Диговоща.
Исток реки находится на территории Новорахинского сельского поселения (деревня Старое Рахино), далее река протекает по территории Любницкого сельского поселения Валдайского района. Здесь на берегу реки стоит деревня Ямница. Далее река несколько раз пересекает границу Демянского и Валдайского районов, около устья является пограничной рекой между этими районами.

## Данные водного реестра
По данным государственного водного реестра России относится к Балтийскому бассейновому округу, водохозяйственный участок реки — Ловать и Пола, речной подбассейн реки — Волхов. Относится к речному бассейну реки Нева (включая бассейны рек Онежского и Ладожского озера).
Код объекта в государственном водном реестре — 01040200312102000022370.